# Tinodes schusteri
Tinodes schusteri är en nattsländeart som beskrevs av Donald G. Denning 1983. Tinodes schusteri ingår i släktet Tinodes och familjen tunnelnattsländor. Inga underarter finns listade i Catalogue of Life.